# Barraca de pedra seca al pla de Vinyers - 2
Barraca de pedra seca al pla de Vinyers - 2 és una construcció popular del municipi d'Avinyonet de Puigventós (Alt Empordà) protegida com a bé cultural d'interès local.

## Descripció
Es tracta d'una barraca de pedra seca de volta semiesfèrica pertanyent al grup VI, és a dir, una barraca semiesfèrica simple, tipologia que es caracteritza per tenir una alçada de volta inferior als 2 metres. En concret, aquesta barraca té un diàmetre de 1,60m i una alçada màxima de volta de 1,75m.
La barraca s'inscriu a l'interior d'un mur, on es desenvolupa en planta ovalada, i està feta amb pedruscall mitjà i gran, disposat molt irregularment.
Pel que fa al seu estat de conservació, aquesta barraca s'inscriu al grup C, és a dir, molt erosionada de l'exterior.

## Tipologia constructiva
Les barraques semiesfèriques de petites dimensions (Grup VI) es caracteritzen per tenir una alçada de volta inferior als 2 metres i poden trobar-se exemptes o adossades a un mur, ja sigui en posició de capdemur (situades al final del mur) o enrasades (construïdes dins el propi mur, de manera que tan sols se’n percep l'obertura de la porta). Així, l'aspecte exterior d'aquesta tipologia de barraques és molt variable.
Generalment la porta es cobreix amb un arc i la façana és planera, tot i que en alguns casos també apareix coronada per una llinda, especialment a la rodalia de Llers. Estan fetes amb pedruscall petit o mitjà, pràcticament sense desbastar, curosament disposat.
Les barraques semiesfèriques de petites dimensions no són una tipologia abundant a la Garriga d'Empordà: n'hi trobem tan sols 22, de les quals 13 es troben al poble de Llers.

## Ubicació
El Pla Vinyers és una zona de la Garriga d'Empordà on conflueixen tres dels seus municipis: Llers, Avinyonet de Puigventós i Vilanant. És un sector sense gaire activitat agrícola i, per tant, sense gaires construccions de pedra seca. Se n'hi poden observar un total de 8, de les quals 3 es troben ensulsiades o esfondrades. De les que es mantenen dempeus, 3 són de volta troncocònica i 2 de volta semiesfèrica.